# Чаченка
Ча́ченка (Чачинка, Чагинка, Чашенка, Верхняя Чаченка, Поповка) — река в Можайском районе Москвы (небольшой участок от истока до МКАД) и Одинцовском городском округе Московской области, правый приток реки Москвы.

## Общие сведения
Длина 12 км, площадь бассейна 35 км². Питание родниковое.

## Течение

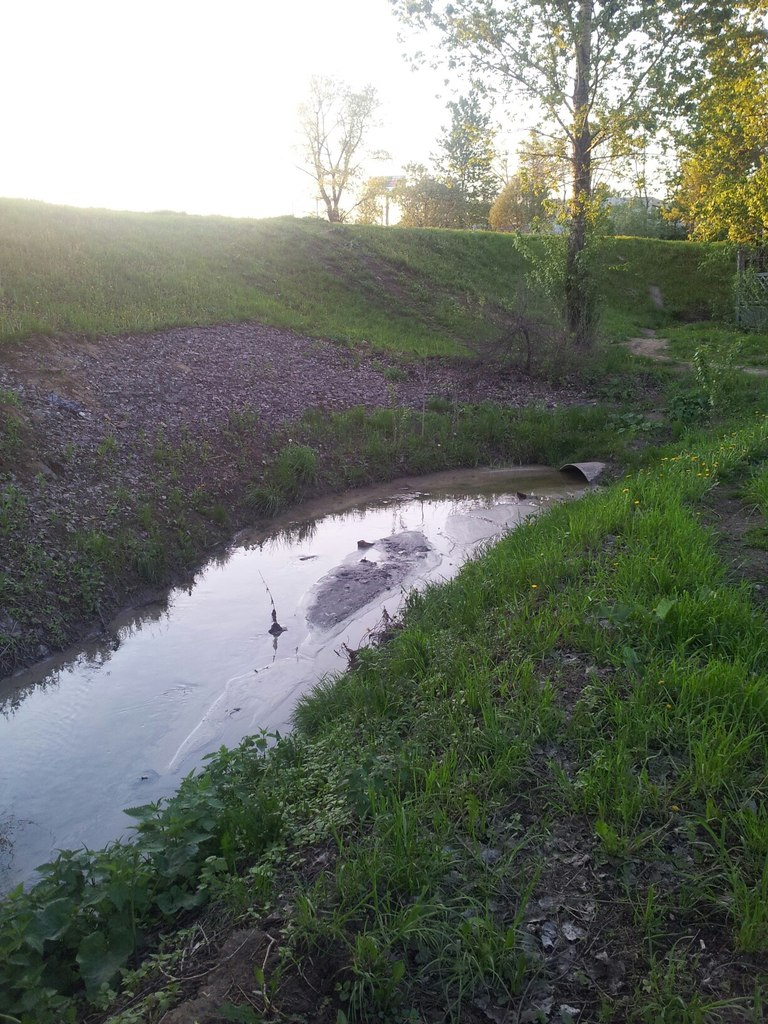
Исток Чаченки

Настоящий исток реки, находившийся севернее нынешнего, недалеко от пересечения Молодогвардейской улицы и МКАД, засыпан. Современный исток расположен между улицей Горбунова и линией Смоленского направления МЖД, восточнее МКАД и представляет собой полузасыпанную трубу. По Ю. Насимовичу, Чаченка берёт начало в Серебряноборском лесничестве за МКАД (в кв. 31), а существующий водоток в открытом русле на территории Москвы — её приток. В верховьях Чаченки находится родниковое болото, поросшее высшей водной растительностью. Болото принимает загрязненный поверхностный сток с МКАД и ливневые сточные воды с территории промзоны Западного административного округа Москвы и выполняет важную роль в процессе самоочищения воды.
От истока река течёт на юг, потом резко поворачивает на запад и уходит в коллектор под МКАД. На участке от истока до МКАД вода достаточно чистая, берега укреплены каменными насыпями. Сразу за МКАД Чаченка протекает по территории ТЦ «Вегас-Кунцево». Ранее здесь находилось болото. Непосредственно за территорией ТРЦ река снова выходит в открытое русло и образует Большой Немчиновский пруд. После выхода из коллектора плотины пруда, река протекает на запад по селу Немчиновка, где, после пересечения Советского проспекта, поворачивает на север. Здесь же, немного ниже Немчиновского пруда, на территории Парка семейного отдыха берега укреплены бетонными стенками, через реку перекинуто несколько пешеходных мостов. Тут же, в парке, слева впадает безымянный приток. Ещё один левый безымянный приток впадает после поворота реки на север.
После села Немчиновка Чаченка протекает по селу Ромашково, в пределах которого также образует достаточно большой Ромашковский пруд. Здесь правый берег высокий и живописный. Над рекой, чуть выше пруда, по высокой эстакаде проходит Северный объезд г. Одинцово. Ниже пруда река течёт преимущественно на северо-запад, сначала по широкой лесной долине, затем в границах села Раздоры. На этом участке Чаченка пересекает в коллекторах пути Усовской ветки Смоленского направления МЖД и трассу Рублёво-Успенского шоссе; впадает в р. Москву немного севернее Раздор.

## Населённые пункты
На реке Чаченке расположены такие населённые пункты, как (от истока к устью): сёла Немчиновка, Ромашково, Раздоры.

## Этимология
Происхождение названия реки не выяснено, но оно похоже на антропоним.

## Достопримечательности
На северном берегу Немчиновского пруда расположен Обелиск жителям Немчиновки, погибшим в годы Великой Отечественной войны 1941—1945 гг.
На высоком правом берегу реки в Ромашкове стоит Никольская церковь 1867 года постройки.
В низовьях реки построены многочисленные коттеджные посёлки так называемой Рублёвки.
Недалеко от реки, в Немчиновке, располагается утраченная могила Казимира Малевича, а также памятный знак (кенотаф) на некотором отдалении от реального захоронения.

## Значение
В верховьях река сильно загрязнена и застроена, но уже ниже Немчиновского пруда приобретает рекреационное значение. В полной мере оно раскрывается ниже Ромашковского пруда, где река течёт в живописных и экологически чистых местах. Сам Ромашковский пруд пригоден для рыбалки, на нём организован элитный рыболовно-спортивный комплекс, благодаря которому в пруду существуют искусственно выведенные популяции осетра, стерляди, карпа, щуки, форели. По берегам реки ниже Ромашково устраиваются пешие экскурсии, проложены популярные туристические маршруты.

## Галерея

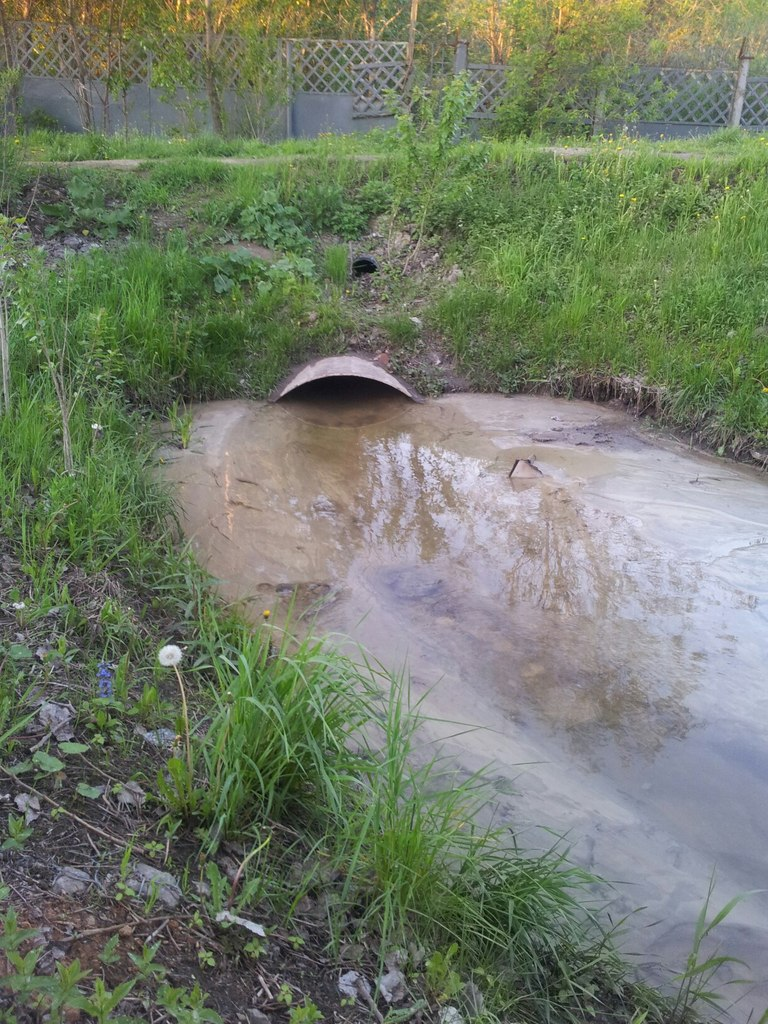
Исток Чаченки
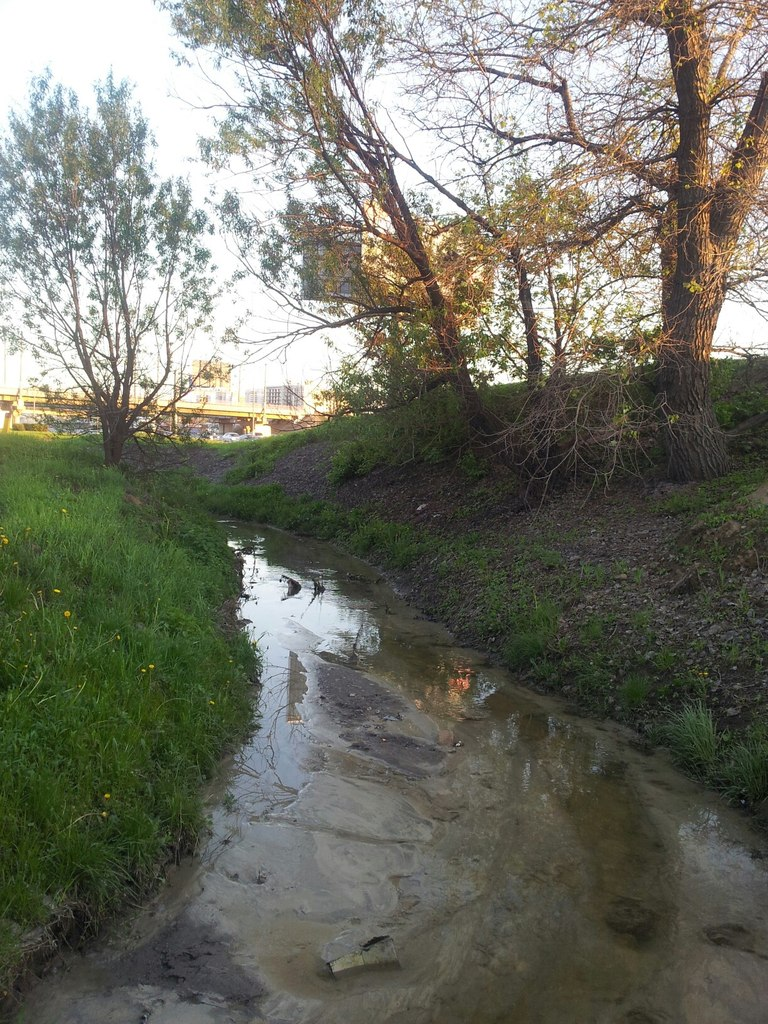
Вид от истока ниже по течению
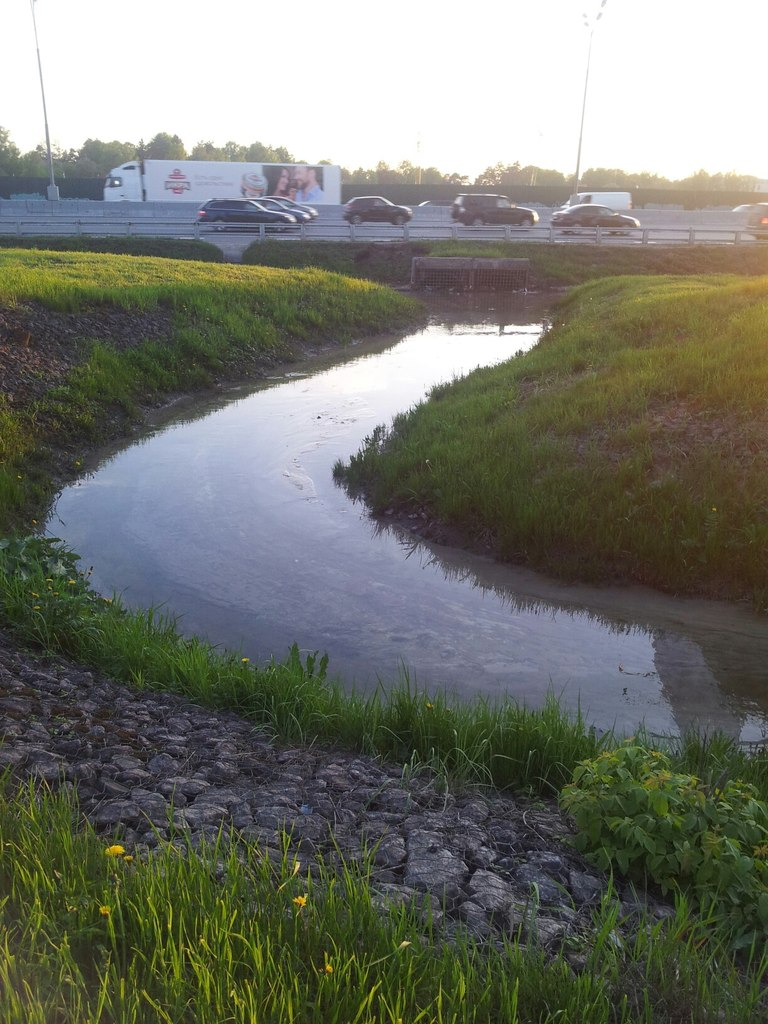
Перед коллектором под МКАД
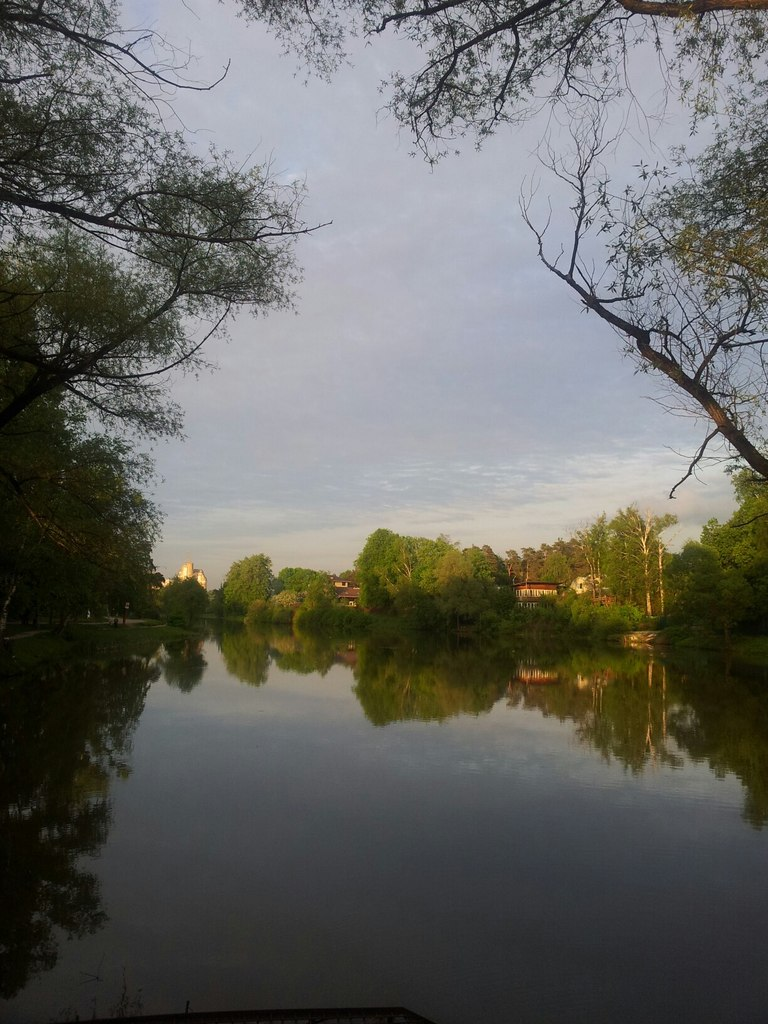
Большой Немчиновский пруд
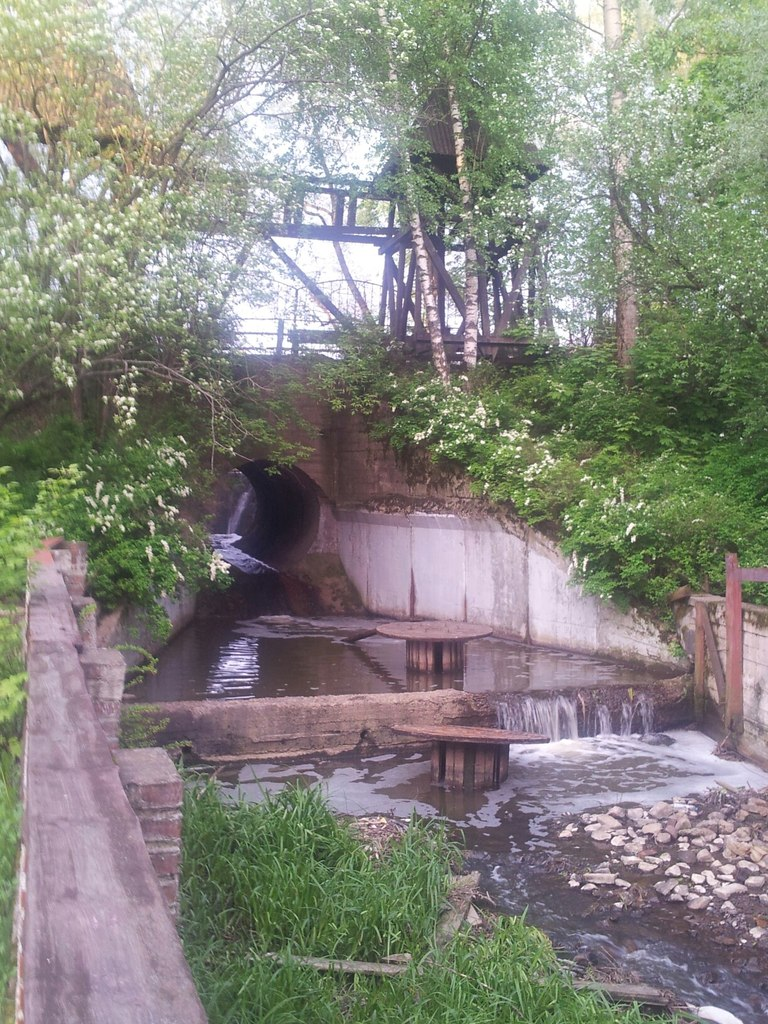
Сток из плотины Немчиновского пруда
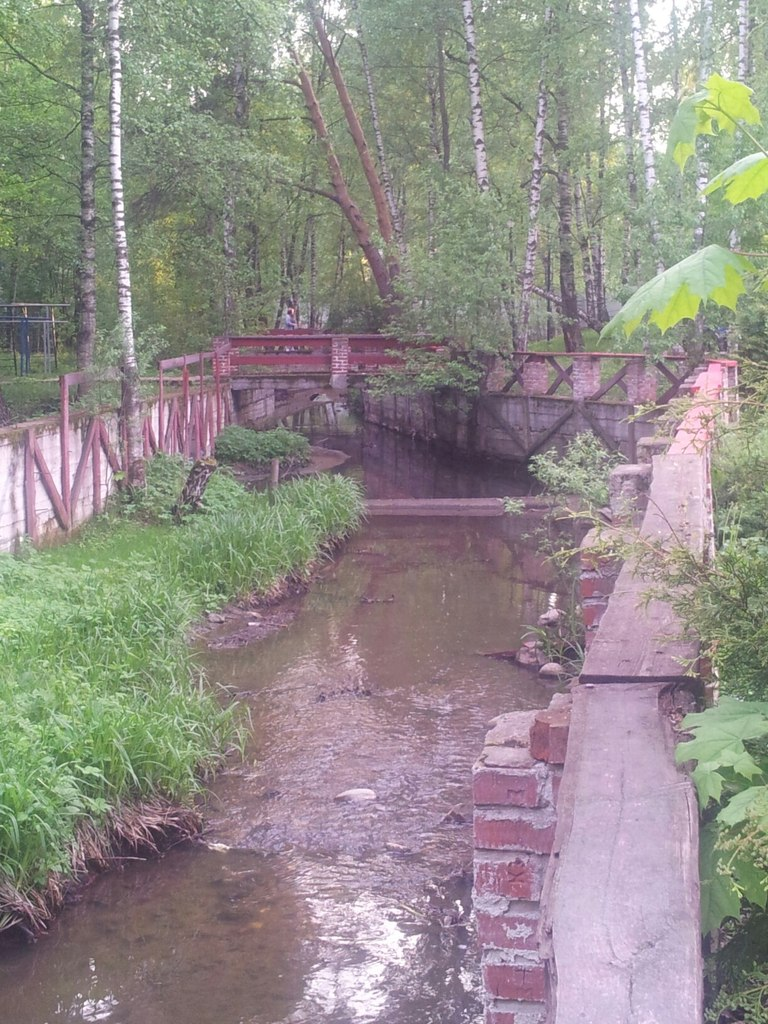
На территории Парка семейного отдыха в Немчиновке
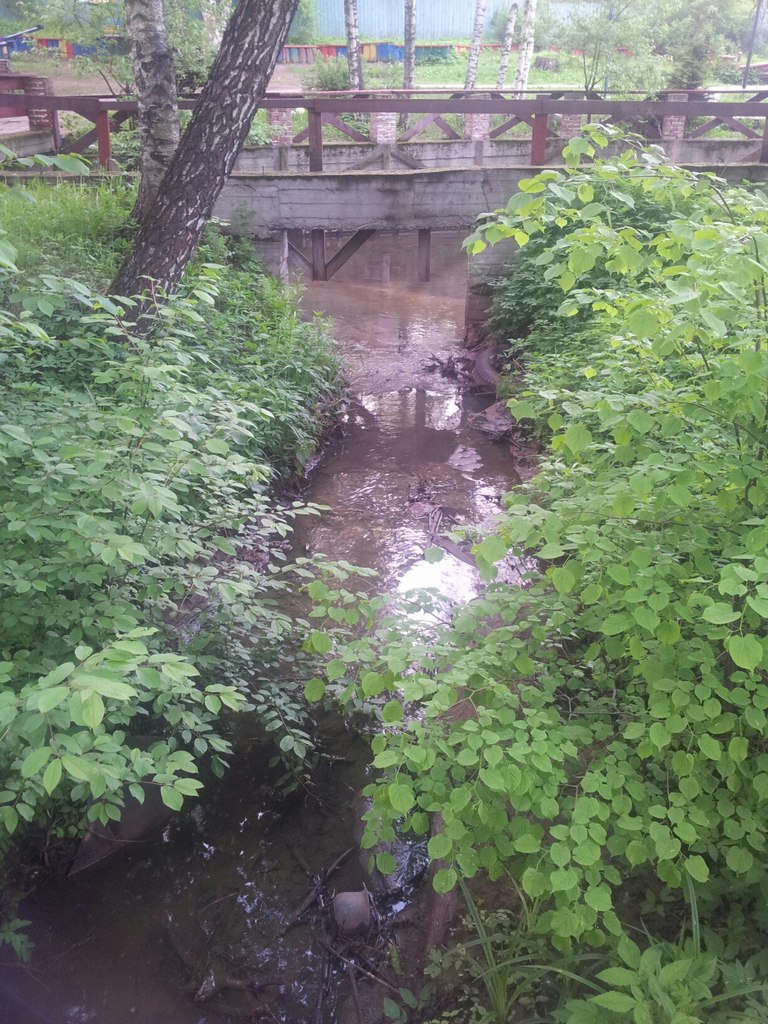
Левый приток перед устьем на территории Парка семейного отдыха в Немчиновке
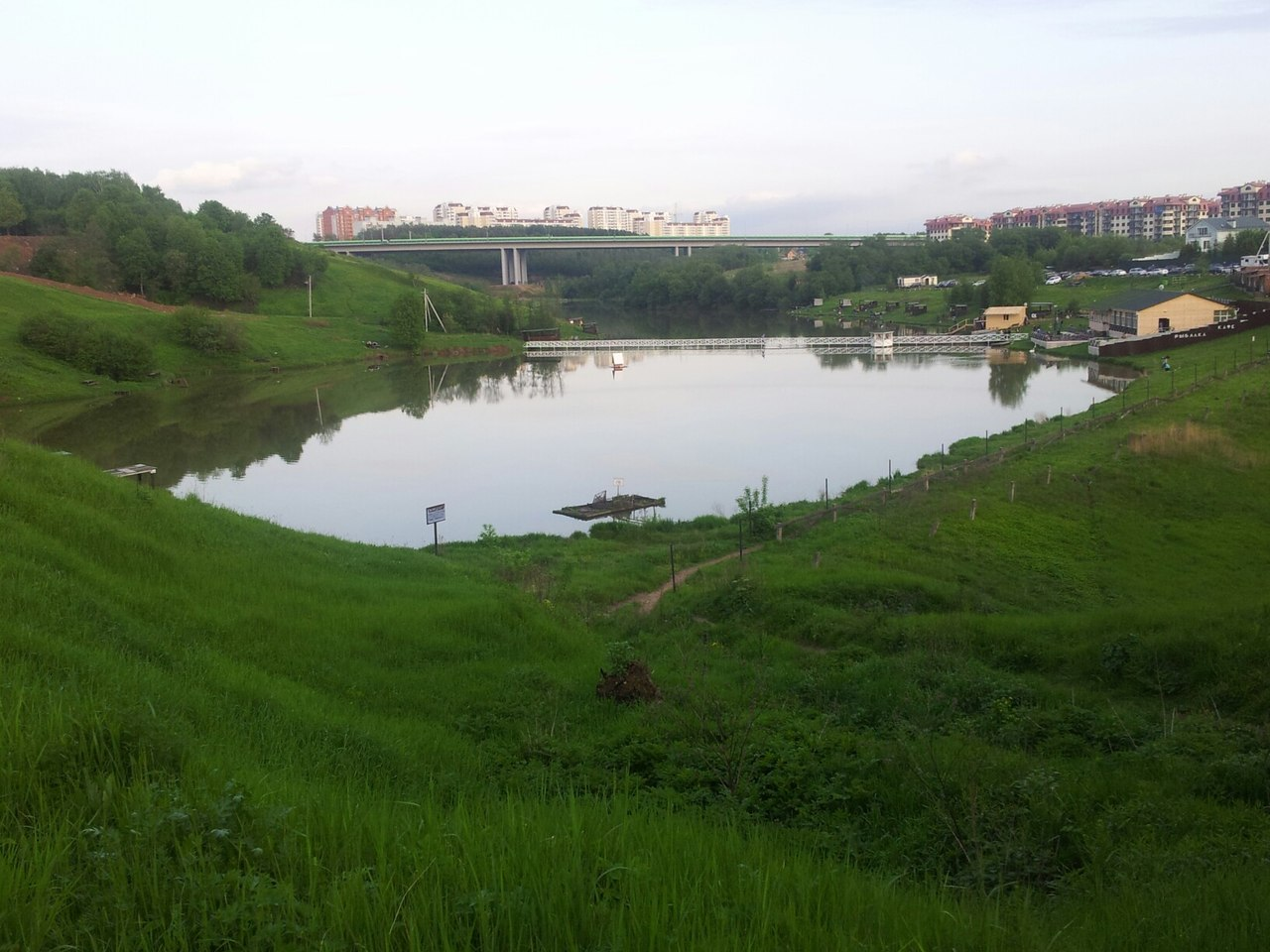
Ромашковский пруд
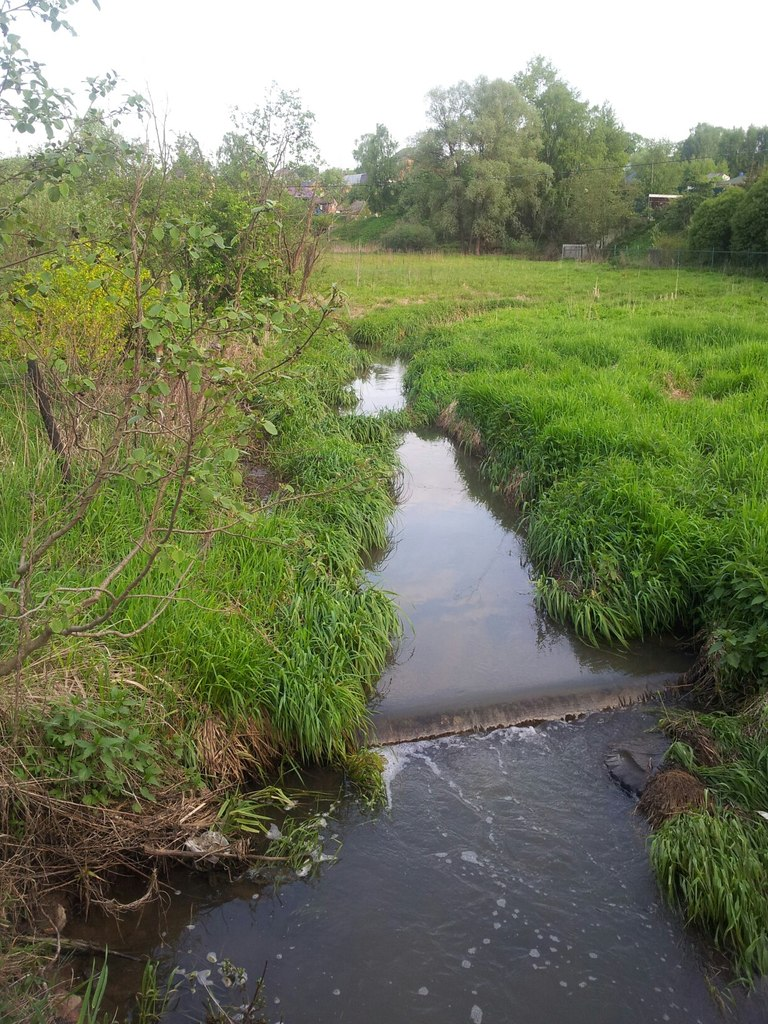
Чаченка в Ромашково